# Gauliga Westfalen
La Gauliga Westfalen era la principale manifestazione calcistica nella provincia di Vestfalia e nel Libero Stato di Lippe fra il 1933 ed il 1945. A questa Gauliga ha partecipato lo Schalke 04, vincitore di tutte e undici le edizioni, e campione nazionale nel 1934, nel 1935, nel 1937, nel 1939, nel 1940 e nel 1942.

## Storia
La lega venne introdotta ne 1933 in occasione della riforma del sistema calcistico tedesco. Fu fondata con dieci club che si sfidavano in un girone all'italiana: il vincitore si qualificava per il campionato nazionale tedesco, mentre le ultime due classificate retrocedevano. In seguito il numero di squadre fu portato anche a dodici, mentre nella stagione 1944-1945 vi parteciparono venti squadre divise in tre gruppi; questa fu anche l'ultima edizione del torneo. Nel dopoguerra le squadre aderirono all'Oberliga West.

## Vincitori e piazzati della Gauliga Westfalen
Di seguito vengono riportati il vincitore e il piazzato del campionato:
| Stagione | Vincitore  | Secondo posto           |
| 1933-34  | Schalke 04 | SV Höntrop              |
| 1934-35  | Schalke 04 | SV Höntrop              |
| 1935-36  | Schalke 04 | SV Germania Bochum      |
| 1936-37  | Schalke 04 | Westfalia Herne         |
| 1937-38  | Schalke 04 | Borussia Dortmund       |
| 1938-39  | Schalke 04 | Bochum                  |
| 1939-40  | Schalke 04 | Arminia Bielefeld       |
| 1940-41  | Schalke 04 | Gelsenguß Gelsenkirchen |
| 1941-42  | Schalke 04 | Borussia Dortmund       |
| 1942-43  | Schalke 04 | VfL Altenbögge          |
| 1943-44  | Schalke 04 | VfL Altenbögge          |